# 張毅夫
張毅夫（？—？），鄧州向城縣人，唐朝官員。蘇州司馬張泚之孫，張正甫之子。
张毅夫登进士第。张毅夫的伯父张式，唐代宗大曆年间进士登第，之后张正甫，张式子张元夫、张傑夫、张徵夫相次登科。张元夫在唐文宗太和初年官至兵部郎中、知制诰、中书舍人、汝州刺史。大中十一年（857年）四月，唐宣宗以江西观察使、洪州刺史、御史中丞、上柱国、赐紫金鱼袋张毅夫为京兆尹。大中十二年（858年）正月，以中大夫、守京兆尹、上柱国、赐紫金鱼袋张毅夫为鄂州刺史、御史大夫、鄂岳蕲黄申等州都团练观察使。张毅夫官至户部侍郎、弘文馆学士判院事。柳公绰继母薛氏的侄子薛宫早亡，留下一女，被柳公绰主持嫁给了张毅夫。有子张祎。